# 阿尔德兰斯
阿尔德兰斯是奥地利蒂罗尔州因斯布鲁克兰县的一个市镇。总面积8.89平方公里，总人口2183人，人口密度245.6人/平方公里（2011年）。